# Liste der Stolpersteine in Werne
Die Liste der Stolpersteine in Werne enthält Stolpersteine, die im Rahmen des gleichnamigen Kunst-Projekts von Gunter Demnig in Werne, Kreis Unna, verlegt wurden. Mit ihnen soll an Opfer des Nationalsozialismus erinnert werden, die in Werne lebten und wirkten.

## Liste der Stolpersteine
| Person                 | Adresse                                | Inschrift | Bild | weitere Informationen |
| ---------------------- | -------------------------------------- | --- | --- | --- |
| Alwin Lippmann         | Bonenstraße 20 ⊙                       | Hier wohnte Alwin Lippmann Jg. 1892 Deportiert 1942 Zamosc ermordet                                                                         | | Alwin Lippmann wurde am 22. Januar 1892 in Düsseldorf geboren und war wohnhaft in Düsseldorf, Werne und Dortmund. Er wurde ab Dortmund am 30. April 1942 in das Ghetto Zamosc deportiert. |
| Hannelore Lippmann     | Bonenstraße 20 ⊙                       | Hier wohnte Hannelore Lippmann Jg. 1922 Deportiert 1942 Zamosc ermordet                                                                     | | Hannelore Lippmann wurde am 12. Oktober 1922 in Düsseldorf geboren und war wohnhaft in Düsseldorf, Werne und Dortmund. Sie wurde ab Dortmund am 30. April 1942 in das Ghetto Zamosc deportiert. |
| Inge Lippmann          | Bonenstraße 20 ⊙                       | Hier wohnte Inge Lippmann Jg. 1926 Deportiert 1942 Zamosc ermordet                                                                          | | Inge Lippmann wurde am 14. März 1926 in Düsseldorf geboren und war wohnhaft in Düsseldorf, Werne und Dortmund. Sie wurde ab Dortmund am 30. April 1942 in das Ghetto Zamosc deportiert. |
| Rosel Lippmann         | Bonenstraße 20 ⊙                       | Hier wohnte Rosel Lippmann Jg. 1901 Deportiert 1942 Zamosc ermordet                                                                         | | Rosel Lippmann, geb. Cahn, wurde am 30. Oktober 1901 in Bochum geboren und war wohnhaft in Düsseldorf, Werne und Dortmund. Sie wurde ab Dortmund am 30. April 1942 in das Ghetto Zamosc deportiert. |
| Cäcilie Gumpert        | Bonenstraße 20 ⊙                       | Hier wohnte Cäcilie Gumpert Jg. 1865 Deportiert 1943 ermordet                                                                               | | Cäcilie Gumpert wurde am 16. September 1865 in Werne geboren und war wohnhaft in Düsseldorf und Werne. Sie wurde ab Düsseldorf am 21. Juli 1942 in das Ghetto Theresienstadt und am 21. September 1942 in das Vernichtungslager Treblinka deportiert. |
| Helena Gumpert         | Bonenstraße 20 ⊙                       | Hier wohnte Helena Gumpert Jg. 1889 Deportiert 1943 ermordet                                                                                | | |
| Louis Gumpert          | Bonenstraße 20 ⊙                       | Hier wohnte Louis Gumpert Jg. 1875 Łódź/Litzmannstadt ermordet                                                                              | | Louis Gumpert wurde am 14. Dezember 1875 in Werne geboren und war wohnhaft in Düsseldorf. Er wurde ab Düsseldorf am 27. Oktober 1941 in das Ghetto Litzmannstadt deportiert wo er am 12. Juli 1942 ermordet wurde. |
| Ludwig Bode            | Bonenstraße 25 ⊙                       | Hier wohnte Ludwig Bode Jg. 1879 Im Widerstand/SPD "Schutzhaft" 1933 Börgermoor 1944 "Aktion Gitter" 1945 Bergen-Belsen Schicksal unbekannt | Stolperstein für das Gedenken an Ludwig Bode in Werne | Ludwig Bode war Vorsitzender der SPD-Ortsgruppe Werne, Stadt- und Kreistagsvertreter der SPD und Mitglied im Betriebsrat „Zeche Werne“. Durch das gescheiterte Attentat auf Hitler wurden politische Gegner erneut verfolgt. Dabei wurde Ludwig Bode im Juni 1944 zu 9 Monaten Haft verurteilt und in die Konzentrationslager Sachsenhausen und KZ Bergen-Belsen verbracht. Am 14. Mai 1948 hat das Amtsgericht Werne ihn für tot erklärt: „Am 29. Januar 1945 wurde Ludwig Bode, […], zuletzt gesehen...“. |
| Amalia Victoria Marcus | Bonenstraße an der Partnerschaftsuhr ⊙ | Hier wohnte Amalia Victoria Marcus geb Abraham Jg. 1875 Deportiert 1942 Theresienstadt Tod 17.3.1943                                        | | Amalia Victoria Marcus, geb. Abraham, wurde am 27. Juni 1872 in Speicher geboren und war wohnhaft in Werne. Sie wurde ab Düsseldorf am 31. Juli 1942 in das Ghetto Theresienstadt deportiert wo sie am 17. März 1943 ermordet wurde. |
| Anni Marcus            | Bonenstraße an der Partnerschaftsuhr ⊙ | Hier wohnte Anni Marcus geb Hertz Jg. 1907 Deportiert 1943 Riga überlebt                                                                    | | |
| Hans Gustav Marcus     | Bonenstraße an der Partnerschaftsuhr ⊙ | Hier wohnte Hans Gustav Marcus Jg. 1934 Deportiert 1943 Ermordet in Riga                                                                    | | |
| Leo Marcus             | Bonenstraße an der Partnerschaftsuhr ⊙ | Hier wohnte Leo Marcus Jg. 1899 Flucht 1938 England überlebt                                                                                | | |
| Charlotte Ermann       | Bonenstraße an der Partnerschaftsuhr ⊙ | Hier wohnte Charlotte Ermann Jg. 1918 Deportiert 1941 Riga Ermordet                                                                         | | Charlotte Ermann wurde am 8. April 1918 in Wittlich geboren und war wohnhaft in Wittlich und Werne. Sie wurde am 13. Dezember 1941 ab Münster in das Ghetto Riga deportiert und auf Grund fehlender Belege für tot erklärt. |
| Helene Herz            | Bonenstraße an der Partnerschaftsuhr ⊙ | Hier wohnte Helene Herz Jg. 1896 Deportiert 1943 Ermordet in Auschwitz                                                                      | | Helene Herz wurde am 23. Februar 1896 in Werne geboren und war wohnhaft in Münster und Werne. Sie wurde am 31. Juli 1942 ab Münster in das Ghetto Theresienstadt und am 23. Januar 1943 in das Vernichtungslager Auschwitz deportiert und auf Grund fehlender Belege für tot erklärt. |
| Sara Herz              | Bonenstraße an der Partnerschaftsuhr ⊙ | Hier wohnte Sara Herz geb. Blumenthal Jg. 1858 unfreiwillig verzogen 1942 Münster gedmütigt/entrechtet tot 17.7.1942                        | | |
| Josefine Blumenthal    | Bonenstraße an der Partnerschaftsuhr ⊙ | Hier wohnte Josefine Blumenthal geb. Rosenberg Jg. 1869 Deportiert 1942 Theresienstadt ermordet in Treblinka                                | | Josefine Rosenberg wurde am 26. August 1869 in Horneburg geboren und war wohnhaft in Dortmund, Münster und Werne. Sie wurde am 31. Juli 1942 ab Münster in das Ghetto Theresienstadt und am 23. September 1942 in das Vernichtungslager Treblinka deportiert. |
| Walter Blumenthal      | Bonenstraße an der Partnerschaftsuhr ⊙ | Hier wohnte Walter Blumenthal Jg. 1906 unfreiwillig verzogen 1942 Münster gedmütigt/entrechtet tot 13.6.1942                                | | |
| Wilhelm Blumenthal     | Bonenstraße an der Partnerschaftsuhr ⊙ | Hier wohnte Wilhelm Blumenthal Jg. 1875 deportiert 1942 Theresienstadt Ermordet in Treblinka                                                | | Wilhelm Blumenthal wurde am 21. August 1875 in Gröbzig geboren und war wohnhaft in Dortmund, Münster und Werne. Er wurde am 31. Juli 1942 ab Münster in das Ghetto Theresienstadt und am 23. September 1942 in das Vernichtungslager Treblinka deportiert. |
| Anton Beckmann         | Burgstraße 6 ⊙                         | Hier wohnte Anton Beckmann Jg. 1880 Gefängnis Arnsberg 1944 Hungertod 1945                                                                  | Bild gesucht Die Wikipedia wünscht sich an dieser Stelle ein Bild vom hier behandelten Ort. Falls du dabei helfen möchtest, erklärt die Anleitung , wie das geht. BW | Anton Beckmann wurde 1880 geboren und am 7. Juli 1944 wegen „staatsfeindlicher Äußerungen“ vor den Augen seiner Frau verhaftet und ins Gefängnis Arnsberg verbracht. Dort verstarb er; die offizielle Todesursache lautete Herzversagen. |
| Heinrich Salomon       | Burgstraße 15 ⊙                        | Hier wohnte Heinrich Salomon Jg. 1908 Deportiert Minsk ermordet                                                                             | | |
| Emma Salomon           | Burgstraße 15 ⊙                        | Hier wohnte Emma Salomon Jg. 1865 Deportiert Minsk ermordet                                                                                 | | Emma Salomon wurde am 5. September 1865 in Werne geboren. Sie wurde am 31. Juli 1942 ab Münster in das Ghetto Theresienstadt und am 29. September 1942 in das Vernichtungslager Treblinka deportiert. |
| Julius Salomon         | Burgstraße 15 ⊙                        | Hier wohnte Julius Salomon Jg. 1865 Deportiert Minsk ermordet                                                                               | | Julius Salomon wurde am 6. September 1867 in Werne geboren. Er wurde am 31. Juli 1942 ab Münster in das Ghetto Theresienstadt und am 29. September 1942 in das Vernichtungslager Treblinka deportiert. |
| Philipp Salomon        | Burgstraße 15 ⊙                        | Hier wohnte Philipp Salomon Jg. 1861 Gedemütigt/entrechtet tot 28.2.1933                                                                    | | |
| Siegmund Salomon       | Burgstraße 15 ⊙                        | Hier wohnte Siegmund Salomon Jg. 1855 Gedemütigt/entrechtet tot 14.5.1938                                                                   | | |
| Erika Kaufmann         | Burgstraße 15 ⊙                        | Hier wohnte Erika Kaufmann Jg. 1936 Flucht 1940 Shanghai überlebt                                                                           | | |
| Gertrud Kaufmann       | Burgstraße 15 ⊙                        | Hier wohnte Gertrud Kaufmann geb. Rossbach Jg. 1904 Flucht 1940 Shanghai überlebt                                                           | | |
| Herbert Kaufmann       | Burgstraße 15 ⊙                        | Hier wohnte Herbert Kaufmann Jg. 1904 Flucht 1940 Shanghai überlebt                                                                         | | |
| Rolf Kaufmann          | Burgstraße 15 ⊙                        | Hier wohnte Rolf Kaufmann Jg. 1933 Flucht 1940 Shanghai überlebt                                                                            | | |
| Ewald Schleimer        | Burgstraße 15 ⊙                        | Hier wohnte Ewald Schleimer Jg. 1890 'Schutzhaft' 1938 Sachsenhausen Deportiert 1942 Ghetto Warschau ermordet                               | | Ewald Schleimer wurde am 1. November 1890 in Berent (poln. Kościerzyna) geboren und war wohnhaft in Dortmund und Werne. Er war bis zum 22. Dezember 1938 im Konzentrationslager Sachsenhausen inhaftiert. Am 31. März 1942 wurde er in das Ghetto Warschau deportiert und auf Grund fehlender Unterlagen für tot erklärt. |
| Herta Schleimer        | Burgstraße 15 ⊙                        | Hier wohnte Herta Schleimer geb. Salomon Jg. 1905 Deportiert 1942 Ghetto Warschau ermordet                                                  | | Herta Salomon wurde am 25. April 1905 in Werne geboren. Sie wurde am 31. März 1942 in das Ghetto Warschau deportiert und auf Grund fehlender Unterlagen für tot erklärt. |
| Mathel Schleimer       | Burgstraße 15 ⊙                        | Hier wohnte Mathel Schleimer Jg. 1941 Deportiert 1942 Ghetto Warschau ermordet                                                              | | Mathel Schleimer wurde am 6. Oktober 1941 in Werne geboren. Sie wurde am 31. März 1942 in das Ghetto Warschau deportiert und auf Grund fehlender Unterlagen für tot erklärt. |
| Bertha Heimann         | Burgstraße 22 ⊙                        | Hier wohnte Bertha Heimann geb. Fromm Jg. 1902 Deportiert 1942 Izbica ermordet                                                              | | |
| Helmut Heimann         | Burgstraße 22 ⊙                        | Hier wohnte Helmut Heimann Jg. 1935 Deportiert ermordet in Auschwitz                                                                        | | Helmut Heimann wurde am 10. Februar 1935 in Werne geboren und war wohnhaft in Birkesdorf und Düren. Er wurde nach Auschwitz deportiert, wo er vermutlich auch ermordet wurde. Auf Grund weiterer Belege für tot erklärt. |
| Ernst Heimann          | Burgstraße 22 ⊙                        | Hier wohnte Ernst Heimann Jg. 1898 Deportiert Izbica ermordet                                                                               | | Ernst Heimann wurde am 23. November 1898 in Werne geboren und war wohnhaft in Birkesdorf. Er wurde 1941 an einen unbekannten Ort deportiert und auf Grund weiterer Belege für tot erklärt. |
| Herz Simons            | Roggenmarkt 28 ⊙                       | Hier wohnte Herz Simons Jg. 1864 Gedemütigt/entrechtet tot 15.5.1933                                                                        | | |
| Jenny Heimann          | Roggenmarkt 28 ⊙                       | Hier wohnte Jenny Heimann geb. Simons Jg. 1901 Deportiert 1942 Zamosc ermordet                                                              | | Jenny Simons wurde am 13. Januar 1901 in Düsseldorf geboren und war wohnhaft in Düsseldorf, Werne und Dortmund. Sie wurde ab Dortmund am 30. April 1942 in das Ghetto Zamosc deportiert. |
| Julia Simons           | Roggenmarkt 28 ⊙                       | Hier wohnte Julia Simons geb. Rosenberg Jg. 1870 Deportiert 1942 Zamosc ermordet                                                            | | Julia Rosenberg wurde am 13. Oktober 1870 in Bork geboren und war wohnhaft in Werne und Münster. Sie wurde ab Münster am 31. Juli 1942 in das Ghetto Theresienstadt und am 23. September 1942 in das Vernichtungslager Treblinka deportiert. |
| Paul Simons            | Roggenmarkt 28 ⊙                       | Hier wohnte Paul Simons Jg. 1903 Deportiert KZ Stutthof ermordet                                                                            | | Paul Simons wurde am 21. September 1903 in Werne geboren. Er wurde ab Münster am 13. Dezember 1941 in das Ghetto Riga und später in das Konzentrationslager Stutthof deportiert wo er ermordet wurde. |
| Rosa Simons            | Roggenmarkt 28 ⊙                       | Hier wohnte Rosa Simons Jg. 1899 Deportiert Trawniki ermordet                                                                               | | Rosa Simons wurde am 31. Juli 1899 in Werne geboren. Sie wurde ab Münster am 26. März 1942 nach Trawniki deportiert. |
| Albert Heimann         | Steinstraße 33 ⊙                       | Hier wohnte Albert Heimann Jg. 1896 Flucht 1939 USA überlebt                                                                                | | |
| Hannelore Heimann      | Steinstraße 33 ⊙                       | Hier wohnte Hannelore Heimann Jg. 1925 Flucht 1940 USA überlebt                                                                             | | |
| Herbert Heimann        | Steinstraße 33 ⊙                       | Hier wohnte Herbert Heimann Jg. 1930 Flucht 1940 USA überlebt                                                                               | | |
| Julie Heimann          | Steinstraße 33 ⊙                       | Hier wohnte Julie Heimann Jg. 1924 Flucht 1939 USA überlebt                                                                                 | | |
| Rosa Heimann           | Steinstraße 33 ⊙                       | Hier wohnte Rosa Heimann Jg. 1900 Flucht 1940 USA überlebt                                                                                  | | |
| Ruth Heimann           | Steinstraße 33 ⊙                       | Hier wohnte Ruth Heimann Jg. 1928 Flucht 1940 USA überlebt                                                                                  | | |
| Isaak Simons           | Steinstraße 40 ⊙                       | Hier wohnte Isaak Simons Jg. 1857 Flucht nach Ahlen gestorben 1938                                                                          | Bild gesucht Der Benutzer GeorgDerReisende ( Diskussion ) wünscht sich an dieser Stelle ein Bild vom Ort mit diesen Koordinaten 51.66186 7.6328 . Motiv: Steinstraße 40: der Stolperstein für Isaak Simons, die Lage und das Haus Falls du dabei helfen möchtest, erklärt die Anleitung , wie das geht. BW | |
| August Klosterschulte  | Varnhöveler Straße 41                  | Hier wohnte August Klosterschulte Jg. 1870 Verhaftet 1939 Sachsenhausen gefoltert Tot 1940                                                  | Bild gesucht Der Benutzer GeorgDerReisende ( Diskussion ) wünscht sich an dieser Stelle ein Bild vom Ort mit diesen Koordinaten 51.66664 7.59504 . Motiv: Varnhöveler Straße 41: der Stolperstein für August Klosterschulte Falls du dabei helfen möchtest, erklärt die Anleitung , wie das geht. BW       | |